# Thioto

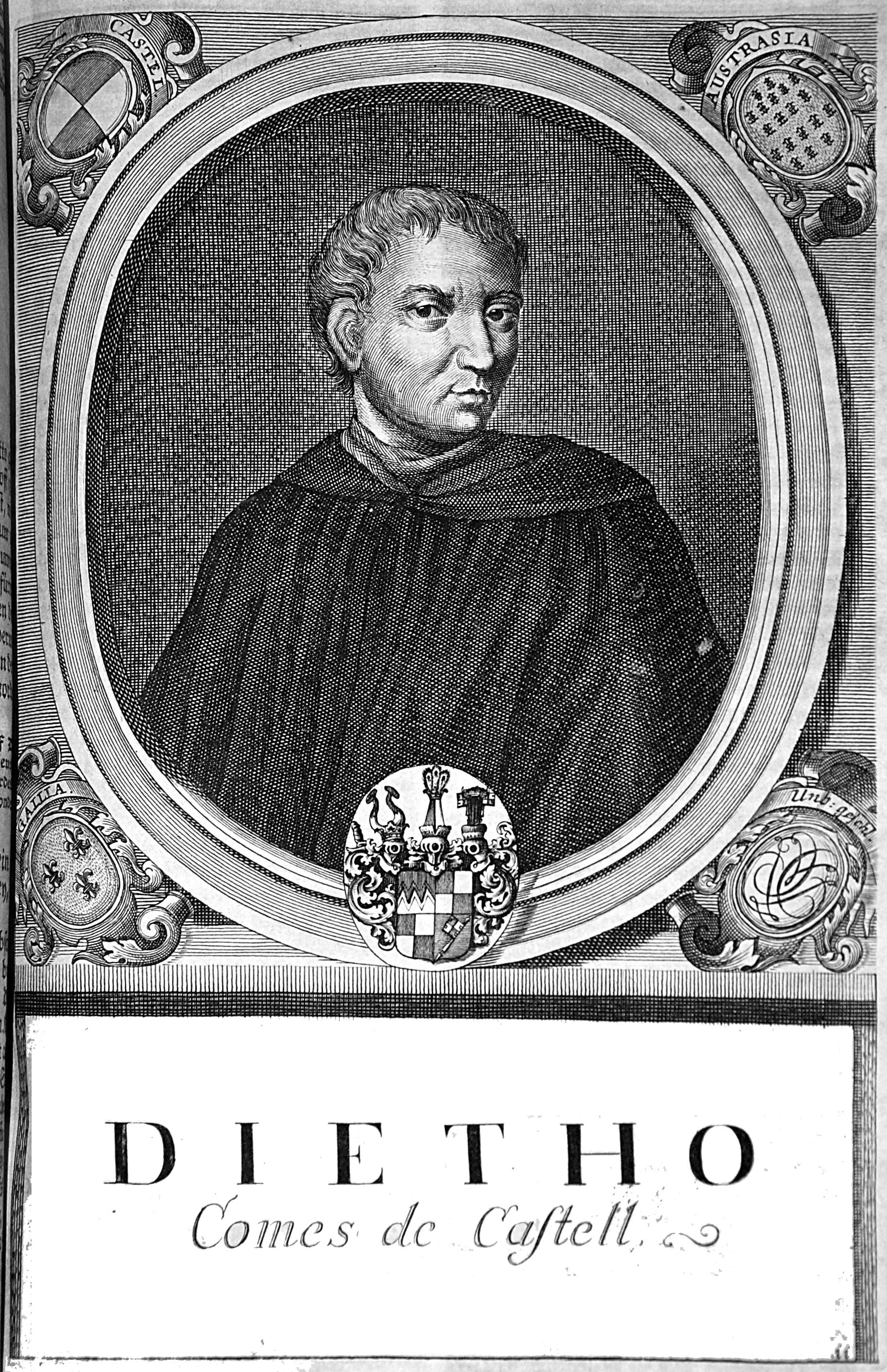
Thioto

Thioto war von 908 bis 931 Bischof von Würzburg.
Thioto ist vermutlich ebenso wie sein Vorgänger mit Hilfe der Konradiner als Würzburger Bischof eingesetzt worden. Er diente unter Ludwig dem Kind und Konrad I. und ist über seine Reichsdienste nachweisbar. Über sein Wirken in der Würzburger Diözese existieren keine Überlieferungen; eine der wenigen weitgehend sicheren Aussagen über seine Regentschaft dürfte die "Schenkung" der Wendensiedlung Egloffswinden an ihn durch König Konrad I. für das Gumbertus-Stift sein.